# Anne Spitzner

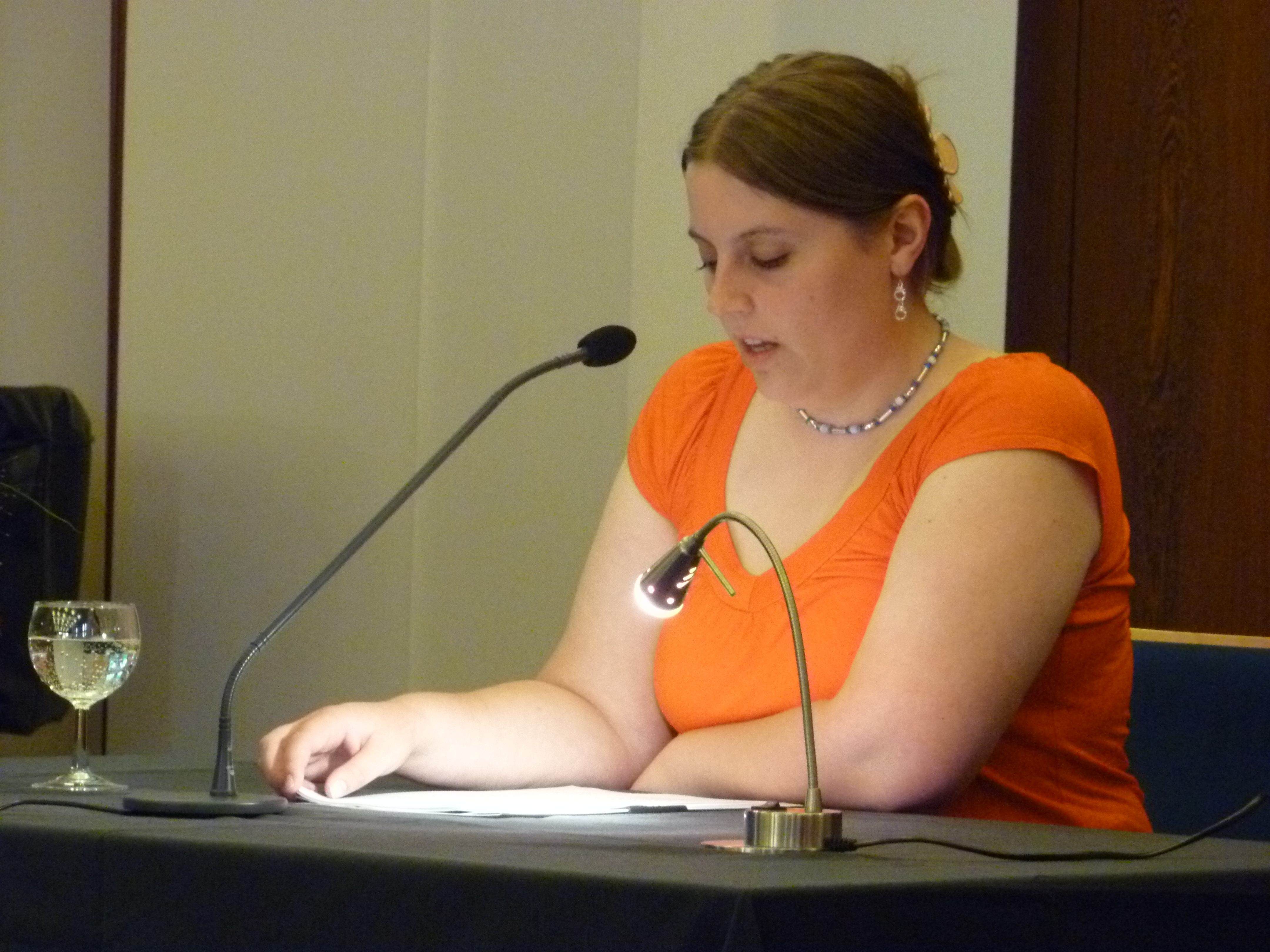
Anne Spitzner bei einer Lesung im Rahmen des Krimifestivals 2011 in Gießen

Anne Spitzner (* 3. April 1988 in Gießen) ist eine deutsche Autorin.

## Leben
Anne Spitzner wurde in Gießen geboren und wuchs in einem Ort in der Nähe auf. 2007 machte sie an der Gesamtschule Gießen-Ost ihr Abitur und nahm im selben Jahr ein Biologie-Studium an der Justus-Liebig-Universität Gießen auf. 2010 absolvierte sie ihren Bachelor und begann das Masterstudium, das sie 2012 abschloss.

## Werke
- 2006: Dämmergeister (Die Erben der Magier, Band 1, Books on Demand, Norderstedt 2006, ISBN 978-3-8334-6837-7) Fantasyroman
- 2007: Der Geschmack einer Wolke (Books on Demand, Norderstedt 2007, ISBN 978-3-8370-1551-5) (Gedichtband).
- 2009: Verlorene Kinder (Schardt-Verlag, Oldenburg 2009, ISBN 978-3-89841-436-4) (Gießen-Krimi)
- 2011: Umzingelt (Autumnus-Verlag, Berlin 2011, ISBN 978-3-938531-36-5) (Jugendthriller)
- 2011: Geraubt (Autumnus-Verlag, Berlin 2011, ISBN 978-3938531495) (Jugendthriller)
- 2012: Verratene Freundschaft (Schardt-Verlag, Oldenburg 2012, ISBN 978-3898416443) (Gießen-Krimi)
- 2012: Benebelt (Autumnus-Verlag, Berlin 2012, ISBN 978-3938531655) (Jugendthriller)
- 2013: Dunkle Stimmen – Geister aus dem Schattenreich (Autumnus-Verlag, Berlin 2013, ISBN 978-3944382135) (Fantasyroman)

Aktuell arbeitet die junge Autorin, die nach eigener Aussage die Schriftstellerei nur als Hobby betreiben will, an einer neuen Fantasy-Quadrologie.